# Beaucourt-en-Santerre
Beaucourt-en-Santerre település Franciaországban, Somme megyében. Lakosainak száma 164 fő (2022. január 1.). Beaucourt-en-Santerre Ignaucourt, Cayeux-en-Santerre, Démuin, Fresnoy-en-Chaussée, Mézières-en-Santerre és Le Quesnel községekkel határos.

## Népesség
A település népességének változása:
| Lakosok száma | 185  | 187  | 176  | 171  | 170  | 168  | 167  | 164  |
|               | 2013 | 2015 | 2017 | 2018 | 2019 | 2020 | 2021 | 2022 |